# 돌로레스 델리오
돌로레스 델리오(스페인어: Dolores del Río, 1904년 8월 3일 ~ 1983년 4월 11일)는 멕시코의 배우이다. 아리엘상 여우주연상 3회(1947, 1952, 1954) 수상자이다. 1940년대와 1950년대 멕시코 영화 황금 시기의 주요 배우 중 한 명이였으며, 할리우드에서도 활약한 주요 라틴계 배우였다.
1957년 칸 영화제에 공식 선정 부문 최초의 여성 심사위원으로 참여했다.

## 출연 작품
- 왓 프라이스 글로리? (1926)
- 라모나 (1928)
- 천국의 새 (1932)
- 플라잉 다운 투 리오 (1933)
- 마담 두 베리 (1934)
- 인터내셔널 새틀먼트 (1938)
- 다코타에서 온 남자 (1940)
- 공포 속의 여행 (1943)
- 야생화 (1943)
- 마리아 칸델라리아 (1943)
- 라스 아반도나다스 (1945)
- 부감빌리아 (1945)
- 도망자 (1945)
- 라 말케리다 (1949)
- 플레이밍 스타 (1960)
- 샤이안 (1964)